# Kasese (district)
Le district de Kasese est un district du sud-ouest de l'Ouganda. Il est frontalier de la république démocratique du Congo. Sa capitale est Kasese.

## Géographie
La surface du district est de 2 724 km2, dont 885 sont occupés par le Parc national Queen Elizabeth et 652 par le Parc national Rwenzori Mountains.

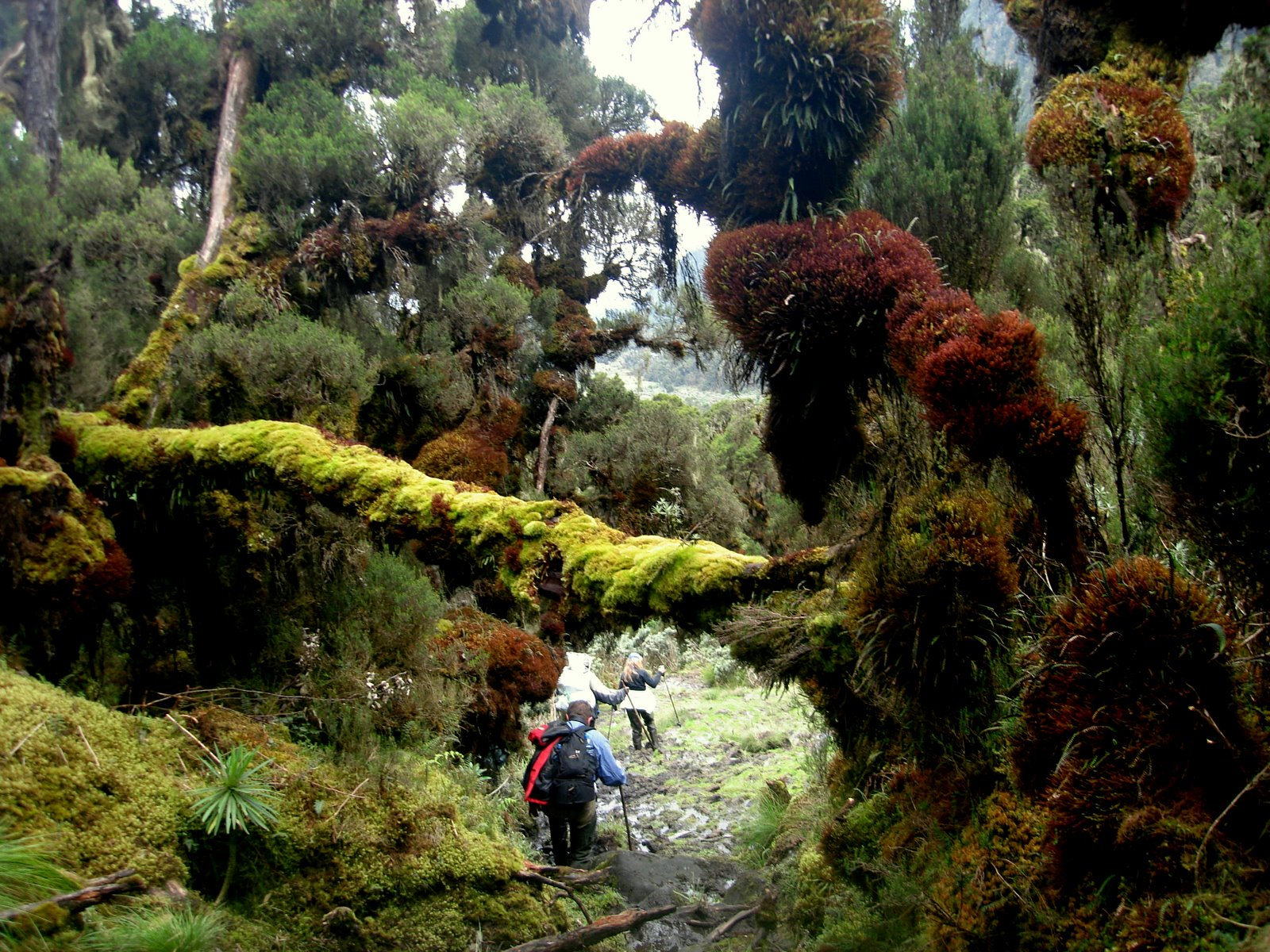
Paysage du Parc national Rwenzori Mountains dans le district.

Le principal point de passage vers la RDC est Mpondwe, où 25 000 personnes traversent chaque jour la frontière.